# Sportovní talent: Návrat
Sportovní talent: Návrat (v anglickém originále All American: Homecoming) je americký dramatický televizní seriál, jehož autorkou je Nkechi Okoro Carroll. Je odvozen od seriálu Fotbalový talent. Vysílán je na stanici The CW od 21. února 2022.
Objednávka seriálu byla oznámena 24. května 2021. V květnu 2022 potvrdila televize The CW druhou řadu.

## Příběh
Simone Hicks se z oblasti Los Angeles přestěhuje do Atlanty, kde začne studovat na univerzitě. Také se rozhodne splnit si svůj sen a stát se profesionální tenistkou. Její spolužák Damon Sims mezitím touží hrát za univerzitu baseball.

## Obsazení
- Geffri Maya jako Simone Hicks
- Peyton Alex Smith jako Damon Sims
- Kelly Jenrette jako Amara Patterson
- Cory Hardrict jako trenér Marcus Turner
- Sylvester Powell jako Jessie Raymond, Jr
- Camille Hyde jako Thea Mays
- Mitchell Edwards jako Cam Watkins
- Netta Walker jako Keisha McCalla

## Seznam dílů
| Č. v seriálu | Původní název    | Režie             | Scénář                                | Premiéra v USA  |
| ------------ | ---------------- | ----------------- | ------------------------------------- | --------------- |
| 1            | Start Over       | Michael Schultz   | Nkechi Okoro Carroll                  | 21. února 2022  |
| 2            | Under Pressure   | Kelli Williams    | Marqui Jackson                        | 28. února 2022  |
| 3            | Love and War     | Sheelin Choksey   | Cam'ron Moore                         | 7. března 2022  |
| 4            | If Only You Knew | Oz Scott          | Alison McKenzie                       | 14. března 2022 |
| 5            | Truth Hurts      | Michael Schultz   | Holli Overton                         | 21. března 2022 |
| 6            | Family Affair    | Ryan Zaragoza     | Jeffrey David Thomas                  | 28. března 2022 |
| 7            | Godspeed         | David McWhirter   | Charia Rose                           | 11. dubna 2022  |
| 8            | Just a Friend    | Dawn Wilkinson    | Megan McNamara                        | 18. dubna 2022  |
| 9            | Ordinary People  | Christine Swanson | Cam'ron Moore a Alison McKenzie       | 25. dubna 2022  |
| 10           | Move On          | Eric Dean Seaton  | Hollie Overton                        | 2. května 2022  |
| 11           | What Now?        | Nikhil Paniz      | Jeffrey David Thomas a Charia Rose    | 9. května 2022  |
| 12           | Confessions      | Benny Boom        | Marqui Jackson                        | 16. května 2022 |
| 13           | Irreplaceable    | Christine Swanson | Nkechi Okoro Carroll a Megan McNamara | 23. května 2022 |